# Cadeguala
Cadeguala o Cadiguala (... – Purén, 1586) fu un toqui Mapuche eletto nel 1585, in seguito alla morte in battaglia del precedente toqui Nangoniel. Cadeguala morì in un duello col comandante della guarnigione del forte spagnolo di Purén, nel 1586.

## Biografia
Cadeguala fu un valido guerriero, ed il primo Mapuche a saper usare con successo la cavalleria in battaglia.
In seguito alla sua elezione a toqui, Cadeguala iniziò le operazioni contro gli spagnoli attaccando Angol, ed irrompendo in città con l'aiuto di alcuni indiani che appiccarono il fuoco all'interno delle mura. L'arrivo del governatore Alonso de Sotomayor portò ad un contrattacco degli spagnoli che erano fuggiti dalla cittadella, che riconquistarono la città. Arrabbiato per l'insuccesso Cadeguala iniziò un assedio al forte spagnolo di Puren l'anno seguente, con 4000 guerrieri. Dopo aver respinto l'attacco di un gruppo di rinforzi guidati dal governatore Sotomayor e da 150 uomini, offrì alla guarnigione la scelta se ritirarsi o unirsi al suo esercito, opzione rifiutata da tutti tranne uno. In seguito sfidò il comandante del forte, Alonso García de Ramón, ad un singolo duello per decidere il destino della fortezza. I due capi combatterono a cavallo, armati di lance, e Cadeguala morì, ucciso dall'arma dell'avversario al primo affondo. Il suo esercito levò l'assedio ma, dopo aver eletto Guanoalca come nuovo toqui, tornò per scacciare con successo gli spagnoli da Puren.